# Marathon van Milaan 2011
De Marathon van Milaan 2011 vond plaats op maandag 10 april 2011. Het was de elfde editie van deze marathon. De wedstrijd werd gelopen met 27 graden Celsius. 
De wedstrijd bij de mannen werd gewonnen door de Keniaan Solomon Bushendich in 2:10.38. Hij had bijna een minuut voorsprong op de Italiaan Ruggero Pertile. Bij de vrouwen was de Italiaanse Marcella Mancini het snelst aan de finish in 2:41.24.
Aan het evenement namen 10.000 hardlopers deel.  

## Uitslag
Mannen
| rang | naam                   | land | tijd    |
| ---- | ---------------------- | ---- | ------- |
| 1    | Solomon Bushendich     | KEN  | 2:10.38 |
| 2    | Ruggero Pertile        | ITA  | 2:11.23 |
| 3    | Daniel Too Kiprugut    | KEN  | 2:12.04 |
| 4    | Daniel Kiprugut Too    | KEN  | 2:13.40 |
| 5    | Joel Kemboi Kimurer    | KEN  | 2:15.48 |
| 6    | Primoz Kobe            | SLO  | 2:16.18 |
| 7    | Anton Kosmas           | SLO  | 2:16.23 |
| 8    | Titus Kurgat           | KEN  | 2:16.24 |
| 9    | Taoufique el Barhoumi  | MAR  | 2:21.05 |
| 10   | Dimitris Theodorakakos | GRE  | 2:21.23 |

Vrouwen
| rang | naam                | land | tijd    |
| ---- | ------------------- | ---- | ------- |
| 1    | Marcella Mancini    | ITA  | 2:41.24 |
| 2    | Monica Wangari      | KEN  | 2:42.56 |
| 3    | Stefania Benedetti  | ITA  | 2:45.20 |
| 4    | Jesus Gisele Barros | BRA  | 2:48.47 |
| 5    | Denniz Dimaki       | GRE  | 2:50.21 |
| 6    | Roberta Ferru       | ITA  | 2:50.40 |
| 7    | Paola Feletti       | ITA  | 2:55.03 |
| 8    | Elena Fratus        | ITA  | 2:56.42 |
| 9    | Anna Boschi         | ITA  | 2:59.19 |
| 10   | Gabriella Grigorean | USA  | 3:02.14 |

2000 ·
2001 ·
2002 ·
2003 ·
2004 ·
2005 ·
2006 ·
2007 ·
2008 ·
2009 ·
2010 ·
2011 ·
2012 ·
2013 ·
2014 ·
2015 ·
2016 ·
2017